# Link Real Estate Investment Trust
Link Real Estate Investment Trust (The Link REIT, 領匯房地產投資信託基金) — первый и самый крупный в Гонконге инвестиционный фонд недвижимого имущества, созданный правительством Специального административного района для приватизации государственных активов (с 2005 года котируется на Гонконгской фондовой бирже). Контролирует сотни объектов недвижимости, главным образом торговые центры и паркинги, а также проводит большую работу по просвещению и информированию арендаторов жилья и торговых площадей. По состоянию на март 2011 года в The Link REIT работало 700 человек, рыночная стоимость фонда составляла почти 7 млрд. долларов, а продажи — 0,6 млрд. долларов.

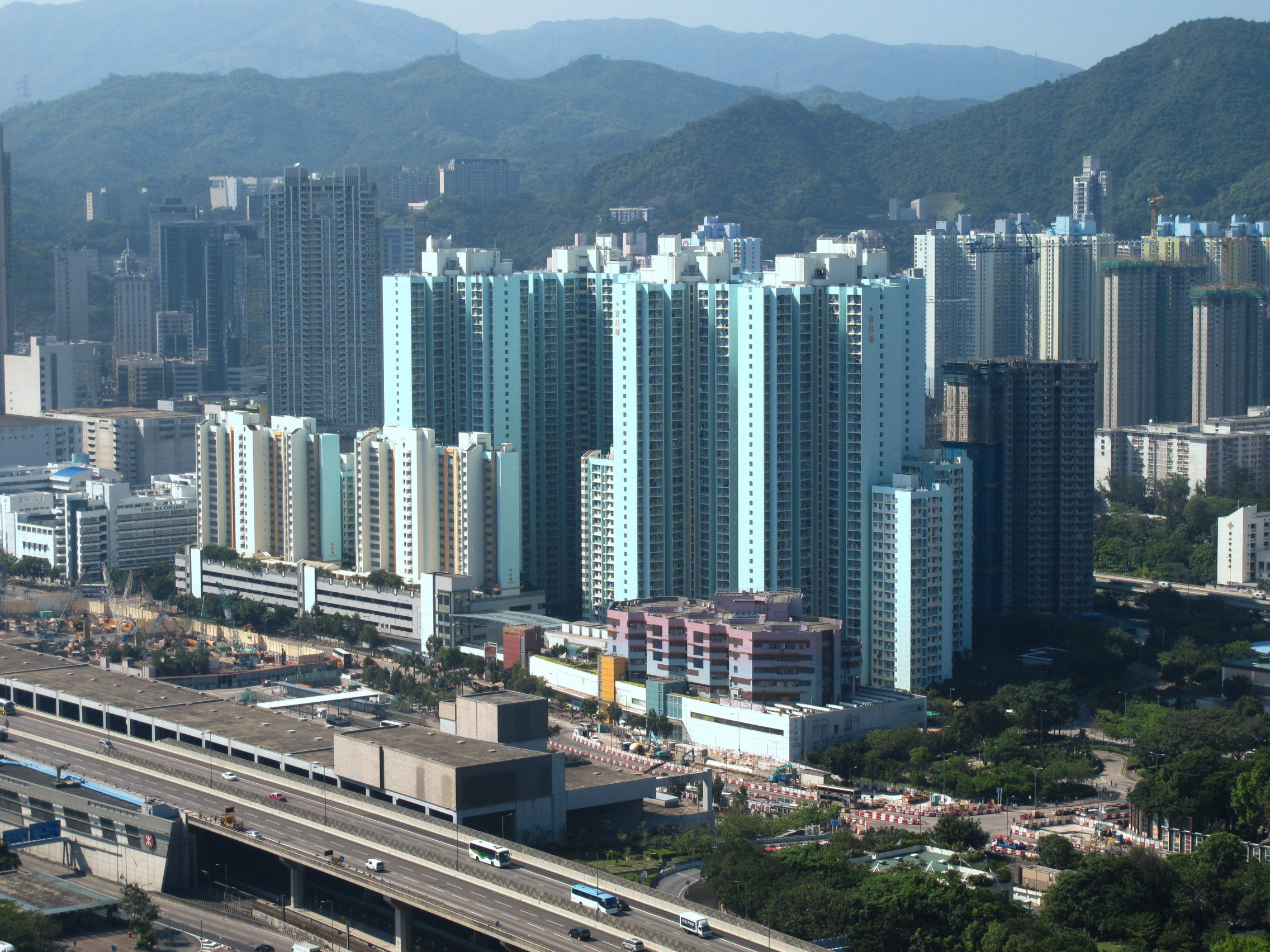
Fu Cheung Estate
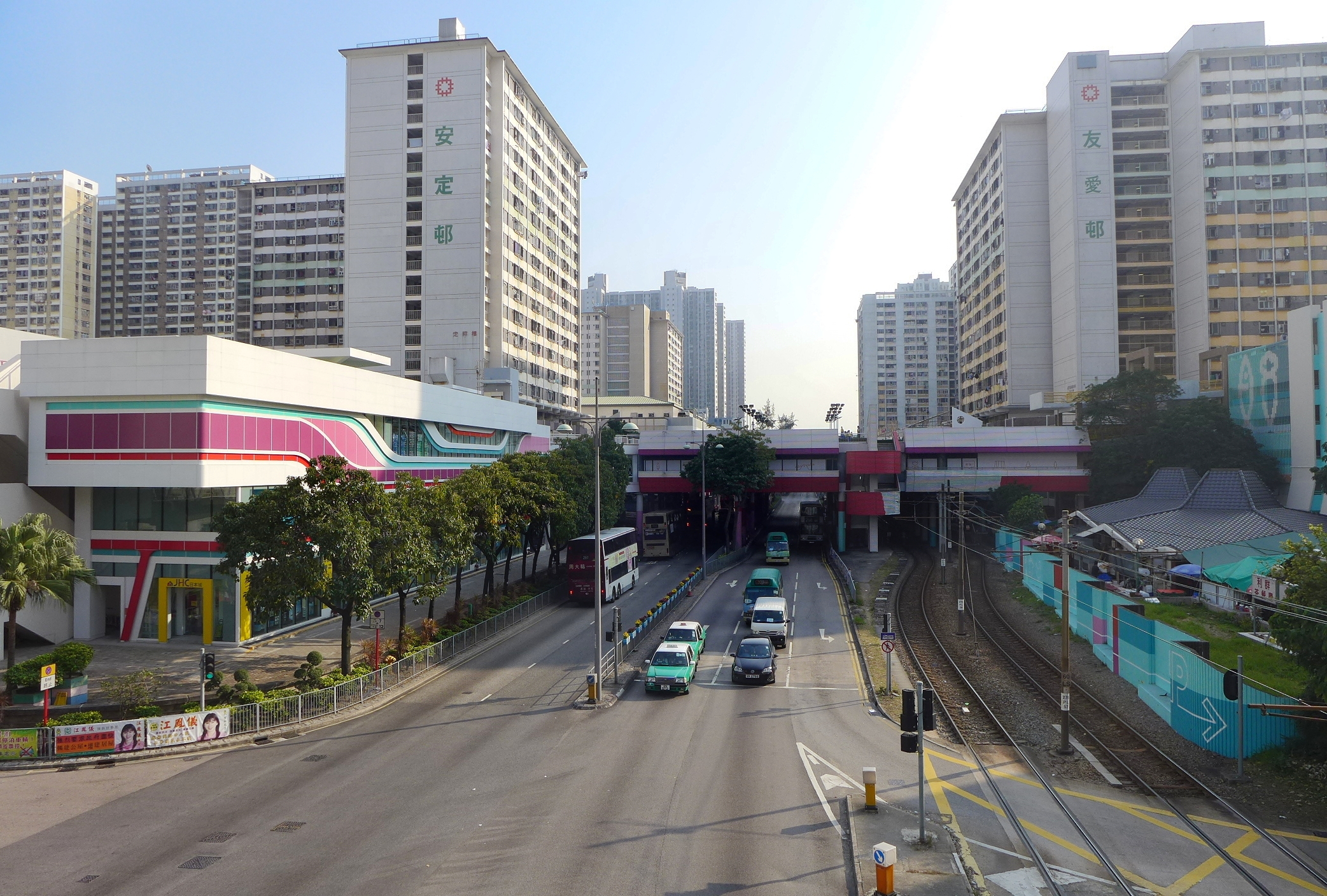
HANDS Shopping Arcade
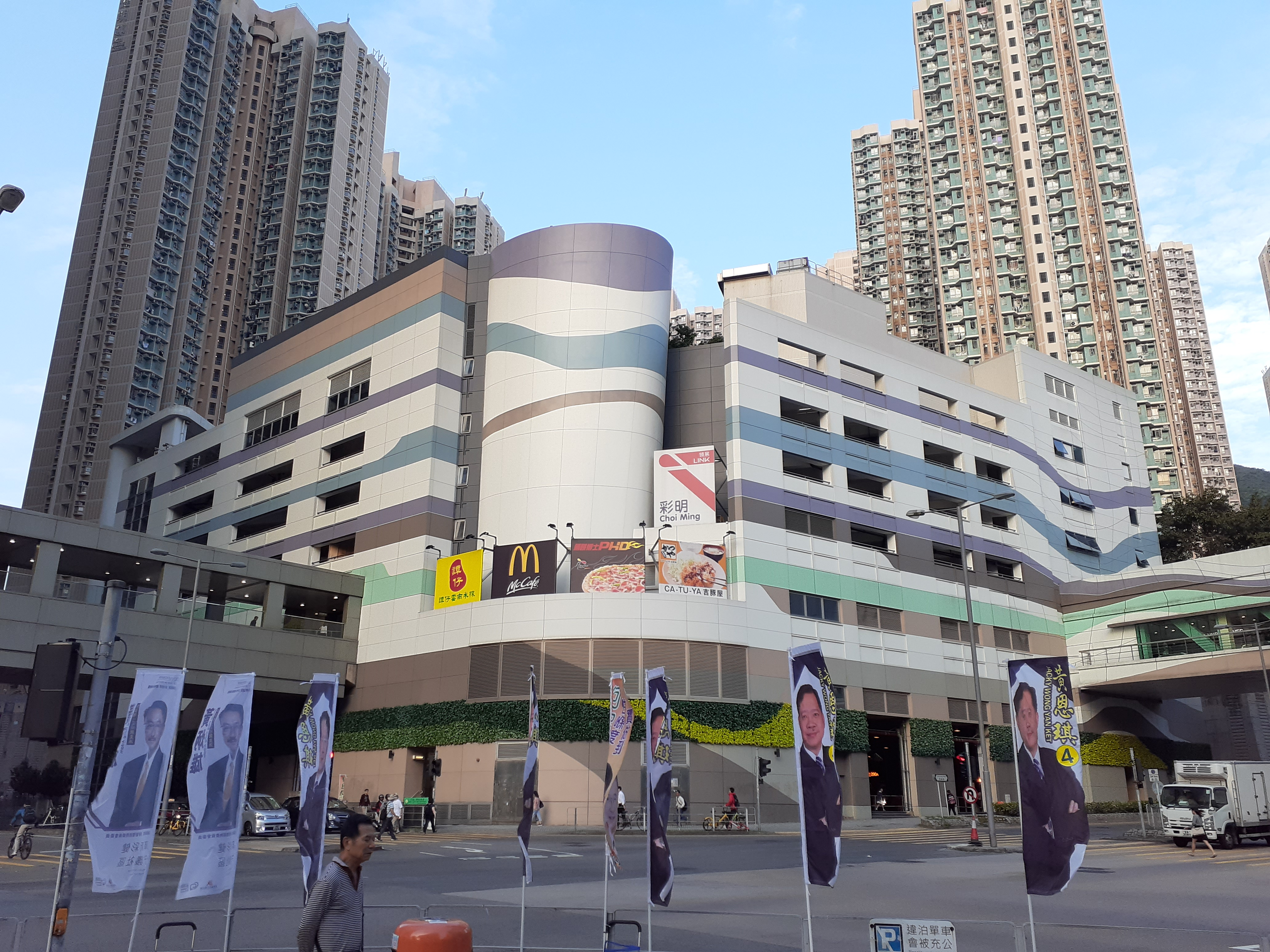
Choi Ming Shopping Centre
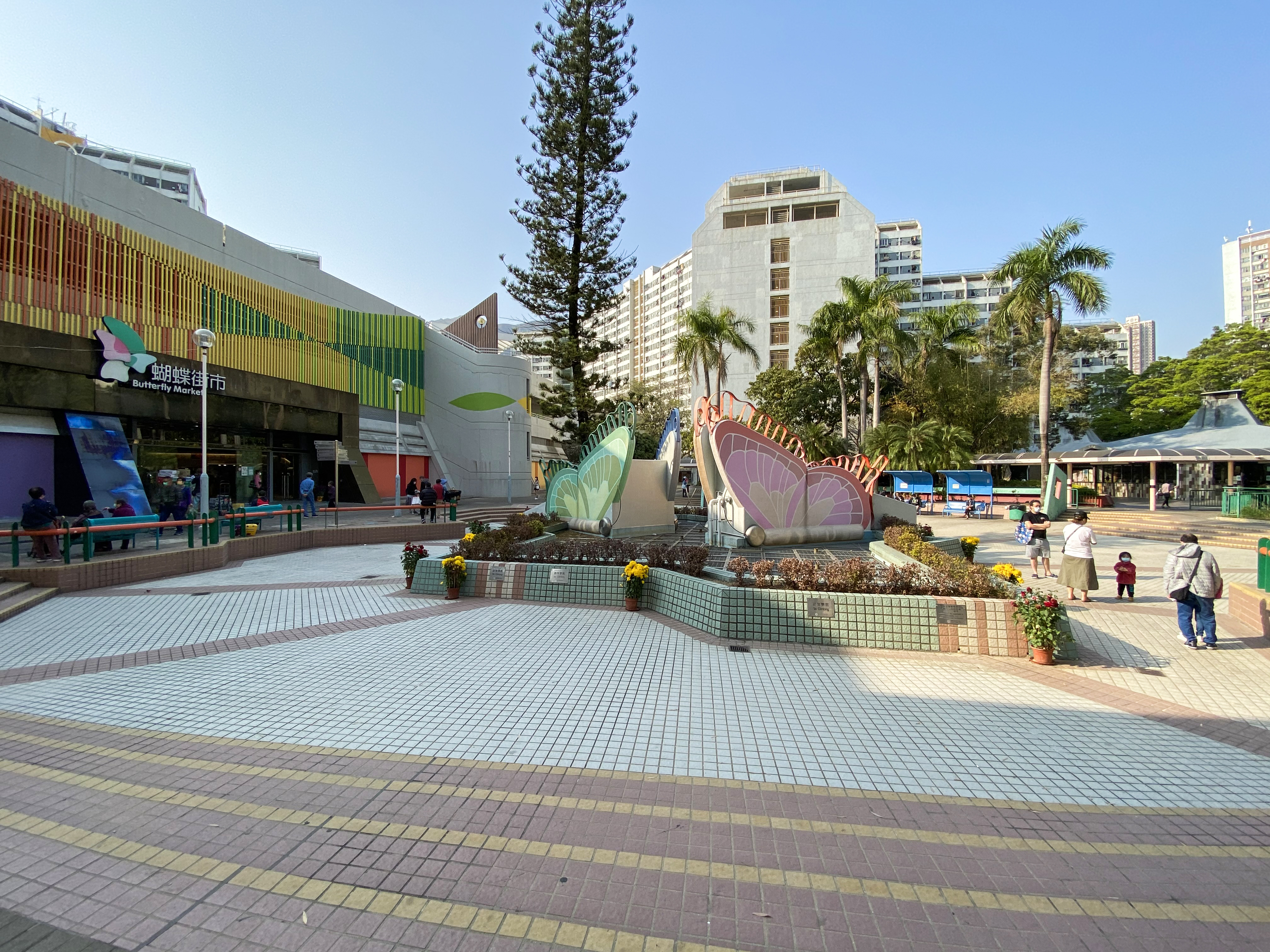
Butterfly Plaza